# 爪都
爪都（?—?），孛儿只斤氏，成吉思汗异母弟别里古台的孙子，也速不花大王之子。
1260年，他和诸王拥立忽必烈为汗，随忽必烈击败阿里不哥。1262年，封广宁王。1276年，赐金印螭纽，后来和忽必烈之子北平王那木罕在阿力麻里备边。1277年，他追随河平王昔里吉叛乱劫持北平王那木罕，谋叛。元朝大将伯颜统兵征讨，他归降，元世祖忽必烈念他有拥戴之功，被削去王爵，夺取兵权，贬谪到边地。

## 资料来源
- 《元史》
- 《新元史·列传第二》